# Panorpa hakusanensis
Panorpa hakusanensis är en näbbsländeart som beskrevs av Tsutome Miyake 1913. 
Panorpa hakusanensis ingår i släktet Panorpa och familjen skorpionsländor. Inga underarter finns listade i Catalogue of Life.